# Hierophanie
Der Begriff der Hierophanie (von altgriechisch ἱερός ierós „heilig“ und φαίνειν phanein „erscheinen“) in der Bedeutung „Aufscheinen des Heiligen im Profanen“ wurde von Mircea Eliade 1949 in seiner Abhandlung über die Geschichte der Religionen (Traité d'histoire des religions, deutsch als Die Religionen und das Heilige) geschaffen. Eliade vertrat die Ansicht, dass so genannte Heiligenerscheinungen auf bereits in der Antike erfolgte Fortentwicklungen des frühen indogermanischen Schamanismus zurückgehen.
Eliade verweist darauf, dass die Einweihung in einige Mysterien gleichzusetzen sei mit den Techniken zur Erzielung von außerkörperlichen Erfahrungen im Schamanismus. Die Hierophanie wurde von Eliade als einzelne Erscheinung dem Symbolismus entgegengestellt: „Während die Hierophanie Diskontinuität des religiösen Erlebnisses in sich einschließt […], bedeutet der Symbolismus die dauernde Verbindung des Menschen mit dem Heiligen.“